# IC 4384
IC 4384 — спиральная галактика типа S0-a в созвездии Волопас.
Этот объект входит в число перечисленных в оригинальной редакции «Нового общего каталога».